# Partido Democrático de Kosovo
Partido Democrático de Kosovo (albanés: Partia Demokratike e Kosovës; abreviado PDK) es un partido político de Kosovo. El partido surgió con la desmilitarización del Ejército de Liberación de Kosovo. Fue fundado por exlíder del Ejército de Liberación de Kosovo Hashim Thaçi que se desempeñó como presidente de la República de Kosovo de 2016 a 2020.

## Historia
El partido fue fundado el 14 de mayo de 1999 como ala política del Ejército de Liberación de Kosovo con el nombre de Partido para el Progreso Democrático de Kosovo, siendo renombrado el 21 de mayo de 2000. El partido ha aumentado de tamaño y alcance regional, ganando inicialmente las elecciones de 2007 y ganando la mayoría de las elecciones regionales en las elecciones municipales de 2009. En el 2010 renovó su mandato de gobierno después haber ganado dichas elecciones y en el 2019 aumentó escaños en el parlamento en las elecciones de 2019, aunque paso de primera fuerza política en el país a tercera.

## Historial electoral
| Año    | Votos   | %     | Escaños | Gobierno  |
| ------ | ------- | ----- | ------- | --------- |
| 2001   | 202 622 | 25,7  | 30/100  | Coalición |
| 2004   | 199 112 | 28,85 | 30/100  | Oposición |
| 2007   | 196 207 | 34,3  | 37/100  | Coalición |
| 2010   | 224 339 | 32,11 | 34/100  | Coalición |
| 2014*  | 222 181 | 30,38 | 37/120  | Coalición |
| 2017** | 245 646 | 33,74 | 39/120  | Coalición |
| 2019   | 178 637 | 21,23 | 24/120  | Oposición |
| 2021   | 148 296 | 17,01 | 19/120  | Oposición |

*En estas elecciones, participó en una alianza conformada por el Partido Justicia, Movimiento por la Unificación, y el 245 646Movimiento Democrático Cristiano de Albaneses en Kosovo.
**En estas elecciones, fue parte de la Coalición PAN, conformada por once partidos políticos.